# Scopolia neoparviflora
Scopolia neoparviflora är en potatisväxtart som beskrevs av Yong No Lee. Scopolia neoparviflora ingår i släktet dårörter, och familjen potatisväxter. Inga underarter finns listade i Catalogue of Life.